# ハロウィーン・夜の罠
『ハロウィーン・夜の罠』（ 原題：Trick or Treats）は、1982年制作のアメリカ合衆国のスリラー・コメディ映画。
アメリカ合衆国やカナダでは非常に有名な都市伝説“The Babysitter and the Man Upstairs”がモチーフとなっている。

## キャスト
- ジャクリン・ジロー
- ピーター・ジェイソン
- キャリー・スノッドグレス
- スティーヴ・レイルズバック
- クリス・グレイヴァー
- ポール・バーテル
- キャサリン・E・コウルソン
- ジリアン・ケスナー
- ダン・パストリーニ
- ティム・ロッソヴィッチ
- ジョン・ブライス・バリモア
- デヴィッド・キャラダイン

## 関連作品
- 暗闇にベルが鳴る（1974年） - 同じ都市伝説をモチーフに制作された映画。
- 夕暮れにベルが鳴る（1979年） - 同じ都市伝説をモチーフに制作された映画。
- 新・夕暮れにベルが鳴る（1993年） - 上記「夕暮れにベルが鳴る」の続編
- ストレンジャー・コール - 上記「夕暮れにベルが鳴る」のリメイク。
- 夕闇にベルが鳴る（2006年） - 同じ都市伝説をモチーフに制作された映画。